# Lennart Hellsings ABC
Lennart Hellsings ABC var ett barnprogram i Sveriges television som baserades på Lennart Hellsings bok ABC, och som visades 1992.
Programmet handlade bland annat om Krakel Spektakel, Agare Bagare Bengtsson och Tussilago Solskensnäsa. Programmet inleddes med ett konstigt tåg som låg och sov och sedan flög iväg i luften med ABC-figurerna i, samtidigt som en sång spelades.

### Fotnoter
1. ↑  ”Lennart Hellsings ABC”. Svensk mediedatabas. 8 april 1992. http://smdb.kb.se/catalog/search?q=Lennart+Hellsings+ABC+typ%3Atv&sort=OLDEST. Läst 8 augusti 2015.